# ≠ME
≠ME（ノットイコールミー）は、日本の12人組女性アイドルグループ。指原莉乃のプロデュースにより、2019年2月24日に誕生した。所属事務所は代々木アニメーション学院。所属レーベルはキングレコード。愛称は「ノイミー」。

## 概要
姉妹グループに「=LOVE」、「≒JOY」がある。
グループ名には、「今までとは違う自分を経験してほしい」という意味が込められている。
2021年4月、ミニアルバム「超特急 ≠ME行き」でキングレコードよりメジャーデビューした。
2024年1月1日時点で12人のメンバーがいる。

## 略歴

### 2018年
- 11月12日、タレントでプロデューサーの指原莉乃がTwitterで=LOVEの姉妹グループオーディションを開催することを発表[5]。

### 2019年
- 2月24日、グループのお披露目会見が行われ、同時にグループ名が「≠ME」であることが発表された。メンバー12名のうち1名は学業の都合により欠席したため、後日発表となった[1]。
- 4月8日、未発表だったメンバー（川中子奈月心）が発表された[6]。
- 8月3日、初オリジナル曲「≠ME」のMVが公開された。
- 8月4日、『TOKYO IDOL FESTIVAL2019』で初ライブを行い[7]、「≠ME」を披露した。
- 8⽉17⽇、=LOVEとの合同コンサート「=LOVE ≠ME スペシャルコンサート『24 girls』」が日比谷野外音楽堂にて開催された[8]。
- 8⽉25⽇、@JAM EXPO 2019（横浜アリーナ）に出演した[9]。
- 9月12日、中野サンプラザで開催された『=LOVE 2周年記念コンサート』に、オープニングアクトとして出演した[10]。
- 11月17日、=LOVEの6thシングル『ズルいよ ズルいね』の全国握手会として、初めて単独でミニライブと握手会を東京ドームシティ・ラクーアガーデンステージで行った[11]。
- 12月30日、『≠ME 第1回定期公演』が天王洲 銀河劇場にて開催された[11]。

### 2020年
- 1月17日、Zepp Tokyoで開催された「=LOVE Winter Tour『866』」に、オープニングアクトとして出演した[12]。
- 4月19日より開催予定だった初の単独ツアー『≠ME 関東ツアー～初めまして、≠MEです。～』が、新型コロナウイルス感染拡大防止の観点から3月25日に千葉会場、4月14日に神奈川・埼玉会場の中止がそれぞれ発表された[13][14]。
- 7月25日、無観客ライブ『次に会えた時 何を話そうかな』が天王洲 銀河劇場にて開催された[15]。
- 10月24日、=LOVEとの合同コンサート「=LOVE ≠ME スペシャルコンサート『24girls 2020』」がぴあアリーナMMにて開催された。ライブの途中に、2021年にキングレコードよりメジャーデビューすることを発表[16]。
- 12月30日、『≠ME 天王洲 銀河劇場特別公演 2020』が天王洲 銀河劇場にて開催された。

### 2021年
- 1月28日、17LIVEで行われた生配信『指原莉乃 × ≠ME メジャーデビュー直前特別記念番組』内で4月7日にミニアルバムを発売することが発表された[17]。
- 4月7日、1stミニアルバム『超特急 ≠ME行き』が発売[17][18]。
- 6月1日・2日、1stコンサート『≠ME 1stコンサート～初めまして、≠MEです。～』が中野サンプラザで開催された[19]。
- 7月7日、横浜アリーナで開催された『=LOVE 全国ツアー2021～全部、内緒。～』にオープニングアクトとして出演した[20]。
- 7月14日、1stシングル『君はこの夏、恋をする』が発売[21][22]。
- 9月2日 - 11月1日、初の全国ツアー『≠ME 1st Tour ～やっぱり、恋をした～』が全国7つのZepp会場で開催された[23][24][25][26]。
- 10月9日、=LOVEとの合同フェス『イコノイフェス2021』が富士急ハイランド コニファーフォレストで開催された[27]。
- 10月27日、メンバーの櫻井ももが体調不良のため、翌月11月1日の『≠ME 1st Tour～やっぱり、恋をした～』ツアーファイナルをもって活動を休止することを発表した[28]。
- 11月10日、2ndシングル『まほろばアスタリスク』が発売[29]。
- 12月24日、『≠ME 特別定期公演 2021』がZepp Tokyoで開催された。[30]

### 2022年
- 1月26日、楽曲「てゆーか、みるてんって何？」がTikTokで話題になったことを受け、グループ公式TikTokが開設された[31]。
- 2月16日、3rdシングル『チョコレートメランコリー』が発売[32]。
- 2月23日、初の周年コンサートとなる『≠ME 3rd ANNIVERSARY PREMIUM CONCERT』が東京国際フォーラム ホールAで開催された[33]。
- 3月17日、YouTubeの生配信『ノイミー教えて2年目突入記念！大決起集会SP』で櫻井ももが活動を再開することを発表した[34]。
- 5月15日 - 22日、「≠ME ACT LIVE『おジャ魔女どれみドッカ～ン！』」が品川プリンスホテル ステラボールにて上演された[35][36]。
- 7月3日、=LOVE、≒JOYとの3グループの合同フェス「イコノイジョイ 2022」を富士急ハイランド コニファーフォレストで開催[37]。
- 7月25日、メンバーの永田詩央里が学業のため、翌月8月15日をもっての活動休止を発表[38]。
- 8月3日、4thシングル『す、好きじゃない!』が発売[39]。
- 8月15日、「≠ME OFFICIAL APP」が同月17日よりリリースされることが発表された[40]。
- 9月4日 ‐ 11月27日、「≠ME 全国ツアー2022『もしこれが恋ならば君しか無理なんだよ』」を全国9つの会場で開催[41][42][注釈 1]。
- 10月7日、メンバーの川中子奈月心が腰椎椎間板症による坐骨神経痛のため、同月16日より治療に専念するため一定期間休養することを発表[47]。
- 10月15日、=LOVE、≒JOYとの3グループの合同イベント「イコノイジョイ大運動会 2022」を幕張メッセ イベントホールで開催[48]。また、同日・同会場で行われた全国ツアーの公演は過去最大規模の単独ライブとなった[49][50]。
- 11月23日、5thシングル『はにかみショート』が発売[51][52][注釈 2]。
- 12月6日、楽曲「てゆーか、みるてんって何？」がTikTok流行語大賞2022のチャレンジ部門賞を受賞[53]。
- 12月29日、『≠ME 特別公演 2022』が山野ホールで開催された[54]。

### 2023年
- 3月31日、『≠ME 4th ANNIVERSARY PREMIUM CONCERT』を東京国際フォーラム ホールAにて開催[55]。また、このコンサートにおいて川中子奈月心と永田詩央里が活動を再開することを発表した[56]。
- 4月12日、6thシングル『天使は何処へ』が発売[54][57][注釈 3]。
- 4月22日 - 6月30日、「≠ME 全国ツアー2023『We shout "I am me.”』」が全国6つの会場で開催された[59]。また、ツアーファイナルは初の日本武道館単独公演を2Daysで開催した[60]。
- 6月29日・30日、日本武道館で全国ツアーのファイナル公演を行い、2日間で計1万6000人を動員した[61]。また地上波では初となるグループ単独冠特別番組「ノイミーステーションTV」がABCテレビ（関西）で8月5日深夜に放送されることが発表された[61]。
- 7月29・30日、=LOVE、≒JOYとの3グループの合同フェス「イコノイジョイ 2023」を富士急ハイランド コニファーフォレストで開催。初の2DAYS・声出し解禁での開催となり、2日間で計2万人を動員した[62][63]。
- 9月6日、7thシングル『想わせぶりっこ』が発売[64]。
- 9月12日 - 18日、「イコノイジョイ大感謝祭」として、15日に「≠ME 合唱団」、17日に「どきゅめんたりー おぶ のっといこーるみー」・「≠ME カラオケ大会」を品川プリンスホテル ステラボールにて開催[63][65]。
- 12月20日、8thシングル『アンチコンフィチュール』が発売[66]。
- 12月29日、『≠ME 特別公演 2023』がZepp Sapporoで開催された[67][68]。

### 2024年
- 3月3日、『≠ME 5th ANNIVERSARY PREMIUM CONCERT』を武蔵野の森総合スポーツプラザ・メインアリーナにて開催[68][69]。4周年コンサートの2倍のキャパでの開催となった[70]。
- 3月20日、1stアルバム『Springtime In You』を発売[71]。
- 4月29日 - 7月15日、「≠ME 全国ツアー2024『やっと、同じクラス』」をメンバーの出身地の全国8都県で開催[72]。
- 8月28日、9thシングル『夏が来たから』が発売[73]。
- 9月28日、=LOVE、≒JOYとの3グループの合同フェス「イコノイジョイ 2024」を富士急ハイランド コニファーフォレストで開催[74]。
- 11月9日・23日、「≠ME 全国ツアー追加公演2024『修学旅行、同じ班がいいな。』」を沖縄県と千葉県の2会場にて開催[75]。

### 2025年
- 2月1日、『≠ME 6th ANNIVERSARY PREMIUM CONCERT』をさいたまスーパーアリーナにて開催[76]。
- 4月29日、埼玉県越谷市のイオンレイクタウンで開催予定だった10thシングルのリリースイベントが当日になって急遽中止が発表された[77]。参加者同士がもめるトラブルやクレームが同時多発的に発生し、スタッフが対応に追われていたところ、手薄になったCD販売のテントに二十数人が一気に押し寄せ、優先入場券を数百枚強奪するという事案が発生し、警察が介入する事態となった[78]。
- 4月30日、10thシングル『モブノデレラ/神様の言うとーり!』が発売[79][80]。
- 6月7日 - 7月21日、「≠ME 全国ツアー2025『We want to find "カフェ樂園"』」を全国7会場で開催[81]。
- 8月26日、＝LOVE、≒JOYとの特別番組『イコノイジョイがやってやんよ!』（日本テレビ※関東ローカル）が放送予定。3年連続で開催されてきた＝LOVE、≒JOYとの合同コンサート「イコノイジョイ」が、3グループのスケジュールおよびメンバーの体調を考慮して非開催となった代わりに放送される番組である[82]。
- 9月20日・21日、「≠ME 全国ツアー2025『We want to find "カフェ樂園"』追加公演」をグループ初となるLaLa arena TOKYO-BAYで開催予定[83]。

## メンバー
| 名前         | よみ            | 生年月日               | 出身地   | 身長    | 血液型 | 備考        |
| ------------ | --------------- | ---------------------- | -------- | ------- | ------ | ----------- |
| 尾木波菜     | おぎ はな       | 2003年5月8日（22歳）   | 千葉県   | 162.5cm | B型    | [ 注釈 4 ]  |
| 落合希来里   | おちあい きらり | 2001年5月22日（24歳）  | 栃木県   | 148.5cm | B型    | [ 注釈 5 ]  |
| 蟹沢萌子     | かにさわ もえこ | 1999年10月25日（25歳） | 神奈川県 | 163.4cm | B型    | [ 注釈 6 ]  |
| 河口夏音     | かわぐち なつね | 2001年7月29日（24歳）  | 広島県   | 165cm   | AB型   | [ 注釈 7 ]  |
| 川中子奈月心 | かわなご なつみ | 2005年9月26日（19歳）  | 東京都   | 163.7cm | A型    | [ 注釈 8 ]  |
| 櫻井もも     | さくらい もも   | 2004年4月13日（21歳）  | 神奈川県 | 152.7cm | A型    | [ 注釈 9 ]  |
| 菅波美玲     | すがなみ みれい | 2000年2月5日（25歳）   | 福島県   | 161cm   | O型    | [ 注釈 10 ] |
| 鈴木瞳美     | すずき ひとみ   | 2001年4月13日（24歳）  | 東京都   | 159.5cm | B型    | [ 注釈 11 ] |
| 谷崎早耶     | たにざき さや   | 1999年10月7日（25歳）  | 熊本県   | 161cm   | B型    | [ 注釈 12 ] |
| 冨田菜々風   | とみた ななか   | 2000年7月17日（25歳）  | 鹿児島県 | 162cm   | A型    | [ 注釈 13 ] |
| 永田詩央里   | ながた しおり   | 2004年4月2日（21歳）   | 広島県   | 150.2cm | A型    | [ 注釈 14 ] |
| 本田珠由記   | ほんだ みゆき   | 2004年2月27日（21歳）  | 栃木県   | 153cm   | AB型   | [ 注釈 15 ] |

### リーダー
1. 蟹沢萌子（2020年7月25日 - ）[15]

## 作品

### シングル
|                         | リリース日              | タイトル                       | 最高位                  | 販売形態                | 規格品番                | 形態                    |
| キングレコード レーベル | キングレコード レーベル | キングレコード レーベル        | キングレコード レーベル | キングレコード レーベル | キングレコード レーベル | キングレコード レーベル |
| ----------------------- | ----------------------- | ------------------------------ | ----------------------- | ----------------------- | ----------------------- | ----------------------- |
| 1                       | 2021年7月14日           | 君はこの夏、恋をする           | 2位                     | CD+DVD                  | KIZM-689/90             | Type A                  |
| 1                       | 2021年7月14日           | 君はこの夏、恋をする           | 2位                     | CD+DVD                  | KIZM-691/2              | Type B                  |
| 1                       | 2021年7月14日           | 君はこの夏、恋をする           | 2位                     | CD                      | NMAX-1368               | ノイミー盤              |
| 2                       | 2021年11月10日          | まほろばアスタリスク           | 2位                     | CD+DVD                  | KIZM-709/10             | Type A                  |
| 2                       | 2021年11月10日          | まほろばアスタリスク           | 2位                     | CD+DVD                  | KIZM-711/2              | Type B                  |
| 2                       | 2021年11月10日          | まほろばアスタリスク           | 2位                     | CD                      | NMAX-1376               | ノイミー盤              |
| 3                       | 2022年2月16日           | チョコレートメランコリー       | 1位                     | CD+DVD                  | KIZM-717/8              | Type A                  |
| 3                       | 2022年2月16日           | チョコレートメランコリー       | 1位                     | CD+DVD                  | KIZM-719/20             | Type B                  |
| 3                       | 2022年2月16日           | チョコレートメランコリー       | 1位                     | CD                      | NMAX-1381               | ノイミー盤              |
| 4                       | 2022年8月3日            | す、好きじゃない!              | 2位                     | CD+DVD                  | KIZM-731/2              | Type A                  |
| 4                       | 2022年8月3日            | す、好きじゃない!              | 2位                     | CD+DVD                  | KIZM-733/4              | Type B                  |
| 4                       | 2022年8月3日            | す、好きじゃない!              | 2位                     | CD                      | KICM-2115               | アニメジャケット盤      |
| 4                       | 2022年8月3日            | す、好きじゃない!              | 2位                     | CD                      | NMAX-1388               | ノイミー盤              |
| 5                       | 2022年11月23日          | はにかみショート               | 2位                     | CD+DVD                  | KIZM-751/2              | Type A                  |
| 5                       | 2022年11月23日          | はにかみショート               | 2位                     | CD+DVD                  | KIZM-753/4              | Type B                  |
| 5                       | 2022年11月23日          | はにかみショート               | 2位                     | CD+DVD                  | KIZM-755/6              | Type C                  |
| 5                       | 2022年11月23日          | はにかみショート               | 2位                     | CD                      | NMAX-1403               | ノイミー盤              |
| 6                       | 2023年4月12日           | 天使は何処へ                   | 2位                     | CD+DVD                  | KIZM-765/6              | Type A                  |
| 6                       | 2023年4月12日           | 天使は何処へ                   | 2位                     | CD+DVD                  | KIZM-767/8              | Type B                  |
| 6                       | 2023年4月12日           | 天使は何処へ                   | 2位                     | CD+DVD                  | KIZM-769/70             | Type C                  |
| 6                       | 2023年4月12日           | 天使は何処へ                   | 2位                     | CD                      | NMAX-1410               | ノイミー盤              |
| 7                       | 2023年9月6日            | 想わせぶりっこ                 | 3位                     | CD+DVD                  | KIZM-775/6              | Type A                  |
| 7                       | 2023年9月6日            | 想わせぶりっこ                 | 3位                     | CD+DVD                  | KIZM-777/8              | Type B                  |
| 7                       | 2023年9月6日            | 想わせぶりっこ                 | 3位                     | CD+DVD                  | KIZM-779/80             | Type C                  |
| 7                       | 2023年9月6日            | 想わせぶりっこ                 | 3位                     | CD                      | NMAX-1417               | ノイミー盤              |
| 8                       | 2023年12月20日          | アンチコンフィチュール         | 1位                     | CD+DVD                  | KIZM-791/2              | Type A                  |
| 8                       | 2023年12月20日          | アンチコンフィチュール         | 1位                     | CD+DVD                  | KIZM-793/4              | Type B                  |
| 8                       | 2023年12月20日          | アンチコンフィチュール         | 1位                     | CD+DVD                  | KIZM-795/6              | Type C                  |
| 8                       | 2023年12月20日          | アンチコンフィチュール         | 1位                     | CD                      | NMAX-1427               | ノイミー盤              |
| 9                       | 2024年8月28日           | 夏が来たから                   | 3位                     | CD+DVD                  | KIZM-803/4              | Type A                  |
| 9                       | 2024年8月28日           | 夏が来たから                   | 3位                     | CD+DVD                  | KIZM-805/6              | Type B                  |
| 9                       | 2024年8月28日           | 夏が来たから                   | 3位                     | CD+DVD                  | KIZM-807/8              | Type C                  |
| 9                       | 2024年8月28日           | 夏が来たから                   | 3位                     | CD                      | NMAX-1431               | ノイミー盤              |
| 10                      | 2025年4月30日           | モブノデレラ/神様の言うとーり! | 1位                     | CD+DVD                  | KIZM-817/8              | Type A                  |
| 10                      | 2025年4月30日           | モブノデレラ/神様の言うとーり! | 1位                     | CD+DVD                  | KZIM-819/20             | Type B                  |
| 10                      | 2025年4月30日           | モブノデレラ/神様の言うとーり! | 1位                     | CD+DVD                  | KIZM-821/2              | Type C                  |
| 10                      | 2025年4月30日           | モブノデレラ/神様の言うとーり! | 1位                     | CD                      | NMAX-1441               | ノイミー盤              |

### アルバム
|                         | リリース日              | タイトル                | 最高位                  | 販売形態                | 規格品番                | 形態                    |
| キングレコード レーベル | キングレコード レーベル | キングレコード レーベル | キングレコード レーベル | キングレコード レーベル | キングレコード レーベル | キングレコード レーベル |
| ----------------------- | ----------------------- | ----------------------- | ----------------------- | ----------------------- | ----------------------- | ----------------------- |
| 1                       | 2024年3月20日           | Springtime In You       | 1位                     | CD+BD+Photobook         | KIZC-90741/2            | Type A [初回限定豪華盤] |
| 1                       | 2024年3月20日           | Springtime In You       | 1位                     | CD＋Blu-ray             | KIZC-90743/4            | Type B [初回限定盤]     |
| 1                       | 2024年3月20日           | Springtime In You       | 1位                     | CD＋Blu-ray             | KIZC-745/6              | Type C [通常盤]         |
| 1                       | 2024年3月20日           | Springtime In You       | 1位                     | CD                      | NKCD-10508              | ノイミー盤              |

### ミニアルバム
|                         | リリース日              | タイトル                | 最高位                  | 販売形態                | 規格品番                | 形態                    |
| キングレコード レーベル | キングレコード レーベル | キングレコード レーベル | キングレコード レーベル | キングレコード レーベル | キングレコード レーベル | キングレコード レーベル |
| ----------------------- | ----------------------- | ----------------------- | ----------------------- | ----------------------- | ----------------------- | ----------------------- |
| 1                       | 2021年4月7日            | 超特急 ≠ME行き          | 1位                     | CD+DVD                  | KICS-93996              | 初回限定盤              |
| 1                       | 2021年4月7日            | 超特急 ≠ME行き          | 1位                     | CD                      | KICS-3997               | 通常盤                  |
| 1                       | 2021年4月7日            | 超特急 ≠ME行き          | 1位                     | CD                      | NKCD-6947               | ノイミー盤              |

### 配信限定
|   | リリース      | タイトル     | 備考                                                                             | レーベル          | ≠ME収録作品    |
| - | ------------- | ------------ | -------------------------------------------------------------------------------- | ----------------- | -------------- |
| 1 | 2019年8月4日  | ≠ME          | 作詞：指原莉乃、作曲・編曲：バグベア、監督：高橋栄樹、振付：CRE8BOY              | Sony Music Labels | 超特急 ≠ME行き |
| 2 | 2020年7月8日  | 空白の花     | 冨田菜々風ソロ曲。作詞：指原莉乃、作曲：長浜駿平、編曲：若田部誠、監督：山戸結希 | Sony Music Labels | 超特急 ≠ME行き |
| 3 | 2025年8月27日 | 君を見かけた | 作詞：指原莉乃、作曲・編曲：塚田耕平、監督：大野敏嗣、振付：Acchan               |                   | 未収録         |

#### 合同コンサート音源
|                      | リリース日           | 名義                 | タイトル                                        |
| SACRA MUSIC レーベル | SACRA MUSIC レーベル | SACRA MUSIC レーベル | SACRA MUSIC レーベル                            |
| -------------------- | -------------------- | -------------------- | ----------------------------------------------- |
| 1                    | 2022年11月19日       | =LOVE & ≠ME          | =LOVE、≠ME スペシャルコンサート『24girls 2020』 |
| 1                    | 2022年11月19日       | =LOVE & ≠ME          | イコノイフェス2021 <昼公演>                     |
| 1                    | 2022年11月19日       | =LOVE & ≠ME          | イコノイフェス2021 <夜公演>                     |

### 映像商品

#### 単独コンサート
|                         | リリース日              | タイトル                                                              | 規格品番                | 形態                    |
| キングレコード レーベル | キングレコード レーベル | キングレコード レーベル                                               | キングレコード レーベル | キングレコード レーベル |
| ----------------------- | ----------------------- | --------------------------------------------------------------------- | ----------------------- | ----------------------- |
| 1                       | 2022年1月12日           | ≠ME 1stコンサート〜初めまして、≠MEです。〜                            | KIXM-490                | Blu-ray                 |
| 1                       | 2022年1月12日           | ≠ME 1stコンサート〜初めまして、≠MEです。〜                            | KIBM-905/6              | 2DVD                    |
| 2                       | 2022年10月12日          | ≠ME 3rd ANNIVERSARY PREMIUM CONCERT                                   | KIXM-513                | Blu-ray                 |
| 2                       | 2022年10月12日          | ≠ME 3rd ANNIVERSARY PREMIUM CONCERT                                   | KIBM-930/1              | 2DVD                    |
| 3                       | 2023年10月11日          | ≠ME 4th ANNIVERSARY PREMIUM CONCERT                                   | KIXM-560                | Blu-ray                 |
| 3                       | 2023年10月11日          | ≠ME 4th ANNIVERSARY PREMIUM CONCERT                                   | KIBM-988/9              | 2DVD                    |
| 4                       | 2024年11月20日          | ≠ME 5th ANNIVERSARY PREMIUM CONCERT                                   | KIXM-598                | Blu-ray                 |
| 4                       | 2024年11月20日          | ≠ME 5th ANNIVERSARY PREMIUM CONCERT                                   | KIBM-1128/9             | 2DVD                    |
| 5                       | 2025年3月19日           | ≠ME 全国ツアー2024「やっと、同じクラス」ツアーファイナル 横浜アリーナ | KIXM-624                | Blu-ray                 |
| 5                       | 2025年3月19日           | ≠ME 全国ツアー2024「やっと、同じクラス」ツアーファイナル 横浜アリーナ | NBD-238/9               | ノイミー盤 2DVD         |

#### 合同コンサート
| 参加グループ         | リリース日           | タイトル                                        | 規格品番             | 形態                                                     |
| SACRA MUSIC レーベル | SACRA MUSIC レーベル | SACRA MUSIC レーベル                            | SACRA MUSIC レーベル | SACRA MUSIC レーベル                                     |
| -------------------- | -------------------- | ----------------------------------------------- | -------------------- | -------------------------------------------------------- |
| =LOVE ≠ME            | 2021年10月6日        | =LOVE、≠ME スペシャルコンサート「24girls 2020」 | VVXL-78              | Type-A Blu-ray                                           |
| =LOVE ≠ME            | 2021年10月6日        | =LOVE、≠ME スペシャルコンサート「24girls 2020」 | VVBL-154/5           | Type-B 2DVD                                              |
| =LOVE ≠ME            | 2022年8月31日        | イコノイフェス 2021                             | VVXL-104/5           | Type-A 2Blu-ray（スペシャルエディション）                |
| =LOVE ≠ME            | 2022年8月31日        | イコノイフェス 2021                             | VVXL-106             | Type-B Blu-ray                                           |
| =LOVE ≠ME            | 2022年8月31日        | イコノイフェス 2021                             | VVBL-174/5           | Type-C DVD                                               |
| =LOVE ≠ME ≒JOY       | 2023年7月26日        | イコノイジョイ 2022                             | VVXL-164/6           | TYPE-A 初回仕様限定盤（スペシャルエディション） 3Blu-ray |
| =LOVE ≠ME ≒JOY       | 2023年7月26日        | イコノイジョイ 2022                             | VVXL-167/8           | TYPE-B 初回仕様限定盤 2Blu-ray                           |
| =LOVE ≠ME ≒JOY       | 2023年7月26日        | イコノイジョイ 2022                             | VVBL-200/1           | TYPE-C 初回仕様限定盤 2DVD                               |
| =LOVE ≠ME ≒JOY       | 2024年9月18日        | イコノイジョイ 2023                             | VVXL-208/9           | TYPE-A 初回仕様限定盤（スペシャルエディション） 2Blu-ray |
| =LOVE ≠ME ≒JOY       | 2024年9月18日        | イコノイジョイ 2023                             | VVXL-210/11          | TYPE-B 初回仕様限定盤 2Blu-ray                           |
| =LOVE ≠ME ≒JOY       | 2024年9月18日        | イコノイジョイ 2023                             | VVBL-206/7           | TYPE-C 初回仕様限定盤 2DVD                               |
| =LOVE ≠ME ≒JOY       | 2025年9月24日        | イコノイジョイ 2024                             | VVXL-268/9           | TYPE-A 初回生産限定盤（スペシャルエディション） 2Blu-ray |
| =LOVE ≠ME ≒JOY       | 2025年9月24日        | イコノイジョイ 2024                             | VVXL-270/1           | TYPE-B 初回仕様限定盤 2Blu-ray                           |
| =LOVE ≠ME ≒JOY       | 2025年9月24日        | イコノイジョイ 2024                             | VVBL-225/6           | TYPE-C 初回仕様限定盤 2DVD                               |

### 参加楽曲
| 名義                                | リリース日     | タイトル                    | 収録作品                         | レーベル          | ≠ME収録作品    |
| ----------------------------------- | -------------- | --------------------------- | -------------------------------- | ----------------- | -------------- |
| ≠ME                                 | 2019年10月30日 | 「君の音だったんだ」        | =LOVE「ズルいよ ズルいね」       | SACRA MUSIC       | 超特急 ≠ME行き |
| =LOVE / ≠ME                         | 未発売         | 次に会えた時 何を話そうかな | 未収録                           | 未収録            | 未収録         |
| ≠ME                                 | 2020年7月8日   | 「君と僕の歌」              | =LOVE「CAMEO」                   | SACRA MUSIC       | 超特急 ≠ME行き |
| ≠ME                                 | 2020年11月25日 | P.I.C.                      | =LOVE「青春“サブリミナル”」      | SACRA MUSIC       | 超特急 ≠ME行き |
| イコノイジョイ （=LOVE・≠ME・≒JOY） | 2022年7月20日  | トリプルデート              | イコノイジョイ「トリプルデート」 | Sony Music Labels | 未収録         |

## タイアップ
| 楽曲                                            | タイアップ                                                                                            | 収録作品                                       |
| ----------------------------------------------- | --- | ---------------------------------------------- |
| 誰もいない森の奥で一本の木が倒れたら音はするか? | 映画『スパゲティコード・ラブ』挿入歌                                                                  | 2ndシングル「まほろばアスタリスク」            |
| す、好きじゃない!                               | 朝日放送テレビ・テレビ朝日系アニメ『最近雇ったメイドが怪しい』主題歌                                  | 4thシングル「す、好きじゃない!」               |
| 僕たちのイマージュ                              | 朝日放送テレビ・テレビ朝日系ドラマ『もしも、この気持ちを恋と呼ぶなら…。』主題歌                       | 4thシングル「す、好きじゃない!」               |
| 神様の言うとーり!                               | アニメ『甘神さんちの縁結び』第2クールEDテーマ BS11『なすなかにしのゲームキングダム』2025年3月EDテーマ | 10thシングル「モブノデレラ/神様の言うとーり!」 |

## 公演

### 単独コンサート
| 年     | 公演名                                                     | 開催日          | 都市           | 会場                                        |
| ------ | ---------------------------------------------------------- | --------------- | -------------- | ------------------------------------------- |
| 2020年 | ≠ME 関東ツアー〜初めまして、≠MEです。〜～ → 中止           | 4月19日         | 千葉           | 松戸森のホール21 大ホール                   |
| 2020年 | ≠ME 関東ツアー〜初めまして、≠MEです。〜～ → 中止           | 5月14日         | 神奈川         | 相模女子大学グリーンホール 大ホール         |
| 2020年 | ≠ME 関東ツアー〜初めまして、≠MEです。〜～ → 中止           | 5月25日         | 埼玉           | 越谷サンシティホール 大ホール               |
| 2020年 | ≠ME 無観客LIVE 『次に会えた時 何を話そうかな』             | 7月25日         | オンライン開催 | オンライン開催                              |
| 2021年 | ≠ME 1stコンサート 〜初めまして、≠MEです。〜                | 6月1・2日       | 東京           | 中野サンプラザ                              |
| 2021年 | ≠ME 1stツアー～やっぱり、恋をした～                        | 9月2日          | 東京           | Zepp Tokyo                                  |
| 2021年 | ≠ME 1stツアー～やっぱり、恋をした～                        | 9月19日         | 福岡           | Zepp Fukuoka                                |
| 2021年 | ≠ME 1stツアー～やっぱり、恋をした～                        | 10月4日         | 東京           | Zepp Divercity                              |
| 2021年 | ≠ME 1stツアー～やっぱり、恋をした～                        | 10月15日        | 大阪           | Zepp Namba                                  |
| 2021年 | ≠ME 1stツアー～やっぱり、恋をした～                        | 10月23日        | 愛知           | Zepp Nagoya                                 |
| 2021年 | ≠ME 1stツアー～やっぱり、恋をした～                        | 10月25日        | 神奈川         | KT Zepp Yokohama                            |
| 2021年 | ≠ME 1stツアー～やっぱり、恋をした～                        | 11月1日         | 東京           | Zepp Haneda                                 |
| 2022年 | ≠ME 3rd ANNIVERSARY PREMIUM CONCERT                        | 2月23日         | 東京           | 東京国際フォーラム ホールA                  |
| 2022年 | ≠ME 全国ツアー2022「もしこれが恋ならば君しか無理なんだよ」 | 9⽉4⽇          | 宮城           | 仙台サンプラザホール                        |
| 2022年 | ≠ME 全国ツアー2022「もしこれが恋ならば君しか無理なんだよ」 | 9⽉17⽇         | 埼玉           | さいたま市文化センター                      |
| 2022年 | ≠ME 全国ツアー2022「もしこれが恋ならば君しか無理なんだよ」 | 9⽉22⽇ → 変更  | 東京           | LINE CUBE SHIBUYA                           |
| 2022年 | ≠ME 全国ツアー2022「もしこれが恋ならば君しか無理なんだよ」 | 10⽉8⽇         | 千葉           | 松戸森のホール21 大ホール                   |
| 2022年 | ≠ME 全国ツアー2022「もしこれが恋ならば君しか無理なんだよ」 | 10⽉15⽇        | 千葉           | 幕張メッセ イベントホール                   |
| 2022年 | ≠ME 全国ツアー2022「もしこれが恋ならば君しか無理なんだよ」 | 11⽉7⽇         | 東京           | LINE CUBE SHIBUYA                           |
| 2022年 | ≠ME 全国ツアー2022「もしこれが恋ならば君しか無理なんだよ」 | 11⽉18⽇        | 愛知           | 名古屋国際会議場 センチュリーホール         |
| 2022年 | ≠ME 全国ツアー2022「もしこれが恋ならば君しか無理なんだよ」 | 11⽉20⽇        | 広島           | 上野学園ホール                              |
| 2022年 | ≠ME 全国ツアー2022「もしこれが恋ならば君しか無理なんだよ」 | 11⽉23⽇        | ⼤阪           | オリックス劇場                              |
| 2022年 | ≠ME 全国ツアー2022「もしこれが恋ならば君しか無理なんだよ」 | 11⽉27⽇        | 福岡           | 福岡市民会館                                |
| 2023年 | ≠ME 4th ANNIVERSARY PREMIUM CONCERT                        | 3月31日         | 東京           | 東京国際フォーラム ホールA                  |
| 2023年 | ≠ME 全国ツアー2023「We shout "I am me."」                  | 4月22日         | 福岡           | 福岡サンパレス                              |
| 2023年 | ≠ME 全国ツアー2023「We shout "I am me."」                  | 5月3日          | 兵庫           | 神戸国際会館・こくさいホール                |
| 2023年 | ≠ME 全国ツアー2023「We shout "I am me."」                  | 6月3日          | 広島           | 上野学園ホール                              |
| 2023年 | ≠ME 全国ツアー2023「We shout "I am me."」                  | 6月16日         | 埼玉           | 大宮ソニックシティ・大ホール                |
| 2023年 | ≠ME 全国ツアー2023「We shout "I am me."」                  | 6月18日         | 宮城           | 仙台サンプラザホール                        |
| 2023年 | ≠ME 全国ツアー2023「We shout "I am me."」                  | 6月29・30日     | 東京           | 日本武道館                                  |
| 2024年 | ≠ME 5th ANNIVERSARY PREMIUM CONCERT                        | 3月3日          | 東京           | 武蔵野の森総合スポーツプラザ メインアリーナ |
| 2024年 | ≠ME 全国ツアー2024「やっと、同じクラス」                   | 4月29日         | 東京           | 東京ガーデンシアター                        |
| 2024年 | ≠ME 全国ツアー2024「やっと、同じクラス」                   | 5月6日          | 福島           | けんしん郡山文化センター 大ホール           |
| 2024年 | ≠ME 全国ツアー2024「やっと、同じクラス」                   | 5月10日         | 鹿児島         | 宝山ホール                                  |
| 2024年 | ≠ME 全国ツアー2024「やっと、同じクラス」                   | 5月12日         | 熊本           | 熊本城ホール メインホール                   |
| 2024年 | ≠ME 全国ツアー2024「やっと、同じクラス」                   | 5月17日         | 千葉           | 松戸森のホール21 大ホール                   |
| 2024年 | ≠ME 全国ツアー2024「やっと、同じクラス」                   | 5月19日         | 栃木           | 宇都宮市文化会館 大ホール                   |
| 2024年 | ≠ME 全国ツアー2024「やっと、同じクラス」                   | 6月15日         | 広島           | 上野学園ホール                              |
| 2024年 | ≠ME 全国ツアー2024「やっと、同じクラス」                   | 7月15日         | 神奈川         | 横浜アリーナ                                |
| 2024年 | ≠ME 全国ツアー追加公演2024「修学旅行、同じ班がいいな。」   | 11月9日         | 沖縄           | 那覇文化芸術劇場なはーと 大劇場             |
| 2024年 | ≠ME 全国ツアー追加公演2024「修学旅行、同じ班がいいな。」   | 11月23日        | 千葉           | 幕張メッセ国際展示場 展示ホール             |
| 2025年 | ≠ME 6th ANNIVERSARY PREMIUM CONCERT                        | 2月1日          | 埼玉           | さいたまスーパーアリーナ                    |
| 2025年 | ≠ME 全国ツアー2025「We want to find "カフェ樂園"」         | 6月7・8日       | 神奈川         | ぴあアリーナMM                              |
| 2025年 | ≠ME 全国ツアー2025「We want to find "カフェ樂園"」         | 6月19日         | 宮城           | 仙台サンプラザホール                        |
| 2025年 | ≠ME 全国ツアー2025「We want to find "カフェ樂園"」         | 6月29日         | 愛知           | 愛知県芸術劇場 大ホール                     |
| 2025年 | ≠ME 全国ツアー2025「We want to find "カフェ樂園"」         | 7月6日          | 北海道         | 札幌文化芸術劇場 hitaru                     |
| 2025年 | ≠ME 全国ツアー2025「We want to find "カフェ樂園"」         | 7月8日          | 大阪           | オリックス劇場                              |
| 2025年 | ≠ME 全国ツアー2025「We want to find "カフェ樂園"」         | 7月10日         | 福岡           | 福岡市民ホール 大ホール                     |
| 2025年 | ≠ME 全国ツアー2025「We want to find "カフェ樂園"」         | 7月21日         | 東京           | 国立代々木競技場 第一体育館                 |
| 2025年 | ≠ME 全国ツアー2025「We want to find "カフェ樂園"」追加公演 | 9月20・21日予定 | 千葉           | LaLa arena TOKYO-BAY                        |

### 合同コンサート・イベント
| 年     | 公演名                                          | 出演グループ    | 開催日      | 都市   | 会場                                  |
| ------ | ----------------------------------------------- | --------------- | ----------- | ------ | ------------------------------------- |
| 2019年 | ＝LOVE ≠ME スペシャルコンサート『24 girls』     | ＝LOVE ≠ME      | 8⽉17⽇     | 東京   | 日比谷野外音楽堂                      |
| 2020年 | ＝LOVE ≠ME スペシャルコンサート『24girls 2020』 | ＝LOVE ≠ME      | 10月24日    | 神奈川 | ぴあアリーナMM                        |
| 2021年 | イコノイフェス 2021                             | ＝LOVE ≠ME      | 10月9日     | 山梨   | 富士急ハイランド コニファーフォレスト |
| 2022年 | イコノイジョイ 2022                             | ＝LOVE ≠ME ≒JOY | 7月3日      | 山梨   | 富士急ハイランド コニファーフォレスト |
| 2022年 | イコノイジョイ大運動会 2022                     | ＝LOVE ≠ME ≒JOY | 10月15日    | 千葉   | 幕張メッセ イベントホール             |
| 2023年 | イコノイジョイ 2023                             | ＝LOVE ≠ME ≒JOY | 7月29・30日 | 山梨   | 富士急ハイランド コニファーフォレスト |
| 2023年 | イコノイジョイ大感謝祭                          | ≠ME             | 9月15・17日 | 東京   | 品川プリンスホテル ステラボール       |
| 2024年 | イコノイジョイ 2024                             | ＝LOVE ≠ME ≒JOY | 9月28日     | 山梨   | 富士急ハイランド コニファーフォレスト |
| 2024年 | イコノイジョイ大感謝祭 2024                     | ≠ME             | 10月22日    | 東京   | TOKYO DOME CITY HALL                  |
| 2025年 | イコノイジョイ大感謝祭 2025                     | ≠ME             | 9月18日予定 | 東京   | シアターH                             |

### ライブイベント・音楽フェス
| 公演名                                | 出演日   | 会場                               | 備考                 |
| ------------------------------------- | -------- | ---------------------------------- | -------------------- |
| TOKYO IDOL FESTIVAL 2019              | 8月4日   |                                    | SMILE GARDEN         |
| @JAM EXPO 2019                        | 8月25日  | 神奈川・横浜アリーナ               | ブルーベリーステージ |
| LAGUNA MUSIC FES. 2019 Autumn Special | 10月19日 | 愛知・ラグーナテンボス・ラグナシア |                      |

| 公演名                                                      | 出演日         | 会場                        | 備考                                         |
| ----------------------------------------------------------- | -------------- | --------------------------- | -------------------------------------------- |
| TOKYO IDOL PROJECT×@JAMニューイヤープレミアムパーティー2020 | 1月3日         | 東京・Zepp DiverCity(TOKYO) | NewYear Stage                                |
| MX IDOL FESTIVAL Vol.13                                     | 1月18日        | 東京・Zepp DiverCity(TOKYO) |                                              |
| @JAM the Field vol.17                                       | 2月22日        | 東京・新宿BLAZE             |                                              |
| miniTIF in Nagoya                                           | 3月22日→5月5日 | 愛知・名古屋ReNY limited    | 新型コロナウイルス感染拡大に伴い、開催延期。 |
| @JAM ONLINE FESTIVAL 2020                                   | 8月30日        | 東京・Zepp Tokyo            | Greenステージ                                |
| TOKYO IDOL FESTIVAL オンライン 2020                         | 10月2日・4日   |                             | 2日・SMILE GARDEN4日・HOT STAGE              |
| NEXT IDOL GRANDPRIX 2020                                    | 12月29日       | 東京・立川ステージガーデン  |                                              |

| 公演名                                           | 出演日   | 会場                       | 備考                  |
| ------------------------------------------------ | -------- | -------------------------- | --------------------- |
| STU48 池袋Club Mixa定期公演 瀬戸内PR部隊編 × ≠ME | 3月28日  | 東京・池袋Club Mixa        | 無観客配信での実施    |
| MX IDOL FESTIVAL Vol.23                          | 5月1日   | 東京・豊洲PIT              |                       |
| ミクチャアイドルフェス                           | 8月1日   | 東京・立川ステージガーデン | 出演時間・14:30~15:00 |
| 六本木アイドルフェスティバル2021                 | 8月1日   | 神奈川・KT Zepp Yokohama   | 出演時間・19:05~19:30 |
| @JAM EXPO 2020-2021                              | 8月28日  | 神奈川・横浜アリーナ       | ストロベリーステージ  |
| TOKYO IDOL FESTIVAL 2021                         | 10月3日  |                            | SMILE GARDEN          |
| AYAKARNIVAL 2021                                 | 11月17日 | 東京・日本武道館           |                       |
| ちかっぱ祭2021                                   | 12月12日 | 福岡・マリンメッセ福岡B館  |                       |

| 公演名                                       | 出演日  | 会場                                                                            | 備考                               |
| -------------------------------------------- | ------- | ------------------------------------------------------------------------------- | ---------------------------------- |
| NIG FES 2022                                 | 3月11日 | 千葉・舞浜アンフィシアター                                                      |                                    |
| スカパー! アイドルフェス! ~Think of SDGs!~   | 3月16日 | 東京・豊洲PIT                                                                   |                                    |
| @JAM 2022 Day2~SUPER LIVE~                   | 5月29日 | 東京・Zepp Diver City(TOKYO)                                                    |                                    |
| JAPAN IDOL SUPER LIVE 2022＠春の大祭典編     | 5月31日 | 東京・豊洲PIT                                                                   |                                    |
| Anime Matsuri 2022                           | 7月30日 | アメリカ合衆国テキサス州ヒューストン・ジョージ.R.ブラウンコンベンションセンター | 特典会としてサイン会・撮影会も実施 |
| TOKYO IDOL FESTIVAL 2022                     | 8月6日  |                                                                                 | HOT STAGE                          |
| テレビ朝日・六本木ヒルズ SUMMER STATION 2022 | 8月9日  | 東京・六本木ヒルズアリーナ                                                      |                                    |
| @JAM EXPO 2022                               | 8月28日 | 神奈川・横浜アリーナ                                                            | ストロベリーステージ               |
| JAPAN IDOL CONNECT FES2022                   | 9月3日  | 東京・立川ステージガーデン                                                      |                                    |

| 公演名                                          | 出演日   | 会場                                | 備考                             |
| ----------------------------------------------- | -------- | ----------------------------------- | -------------------------------- |
| NIG FES 2023                                    | 3月23日  | 東京・TOKYO DOME CITY HALL          |                                  |
| 歌舞伎町 UP GATE↑↑                              | 5月6日   | 東京・Zepp Shinjuku(TOKYO)          |                                  |
| TOKYO IDOL FESTIVAL 2023                        | 8月6日   |                                     | HOT STAGE                        |
| @JAM EXPO 2023 supported by UP-T                | 8月27日  | 神奈川・横浜アリーナ                |                                  |
| CDTVライブ!ライブ!フェスティバル2023            | 9月16日  | 東京・東京ガーデンシアター          |                                  |
| ちかっぱ祭2023                                  | 11月26日 | 福岡・福岡サンプラザ ホテル＆ホール | 川中子奈月心は学業のため休演。   |
| X'mas Countdown Party broadcasted by Amazon Ads | 12月16日 | 神奈川・ぴあアリーナMM              |                                  |
| 第7回ももいろ歌合戦                             | 12月31日 | 神奈川・横浜アリーナ                | 白組。アイドルメドレーにも参加。 |

| 公演名                                                   | 出演日      | 会場                                                      | 備考                                                                                   |
| -------------------------------------------------------- | ----------- | --------------------------------------------------------- | -------------------------------------------------------------------------------------- |
| NIG FES 2024                                             | 3月29日     | 東京・TOKYO DOME CITY HALL                                |                                                                                        |
| ＝LOVExLIVE                                              | 5月21・22日 | 神奈川・ぴあアリーナMM                                    | 22日昼公演はイコノイジョイによる対バン形式。永田詩央里は学業のため21日夜公演は不参加。 |
| TOKYO IDOL FESTIVAL 2024 supported by にしたんクリニック | 8月4日      |                                                           | HOT STAGE                                                                              |
| SUMMER STATION 音楽LIVE                                  | 8月8日      | 東京・SUMMER STATION LIVEアリーナ（六本木ヒルズアリーナ） |                                                                                        |
| イナズマロックフェス 2024                                | 9月22日     | 滋賀・琵琶湖博物館西隣 多目的広場                         | 風神ステージ                                                                           |
| 第8回ももいろ歌合戦                                      | 12月31日    | 東京・日本武道館                                          | 白組。アイドルメドレーにも参加。                                                       |

| 公演名                                                   | 出演日  | 会場                                                              | 備考                                                                     |
| -------------------------------------------------------- | ------- | ----------------------------------------------------------------- | ------------------------------------------------------------------------ |
| 推し活ピューロランドフェス                               | 2月22日 | 東京・サンリオピューロランド エンターテインメントホール           | 第一部はマイメロディとハローキティ、第二部はマイメロディとクロミが出演。 |
| NIG FES 2025                                             | 4月3日  | 東京・豊洲PIT                                                     |                                                                          |
| TOKYO IDOL FESTIVAL 2025 supported by にしたんクリニック | 8月3日  |                                                                   | HOT STAGE                                                                |
| コカ・コーラ SUMMER FES 音楽LIVE                         | 8月8日  | 東京・コカ･コーラ SUMMER FES LIVEアリーナ（六本木ヒルズアリーナ） |                                                                          |

### イベント
- 令和元年　地域安全都民大会～世界一安全な都市　東京の実現～（2019年12月1日、帝京平成大学 沖永記念ホール）[146]
- ABCラジオ『ノイミーステーション』公開収録＆Live
  - ～≠ME大阪初上陸スペシャル～（2021年7月25日、サンケイホールブリーゼ）
  - ～≠MEが大阪に全員集合スペシャル～（2022年8月11日、サンケイホールブリーゼ）
  - ～≠ME よっしゃ大阪行くぞー！2023～（2023年7月8日、サンケイホールブリーゼ）
  - ～≠ME 大阪で君と待ち合わせSP～（2024年7月7日、SkyシアターMBS）
  - ～ ≠ME キミと会いたい！夏の大阪SP ～（2025年7月28日、COOL JAPAN PARK OSAKA WWホール）
- HADO プレミアリーグ（2022年9月20日、HADO ARENA お台場） - 尾木波菜、河口夏音、菅波美玲、谷崎早耶[147]
- ノイミー教えて
  - 公開収録＆ミニLIVE 2023～課外授業! in よみうりランドSP!!～（2023年2月18日、よみうりランド 日テレらんらんホール）
  - 公開収録＆ミニLIVE 2024 〜課外授業! in 北とぴあ さくらホール〜（2024年3月10日、北とぴあ さくらホール）
  - 〜視聴者限定！プレミア番組収録観覧イベント〜（2024年11月18日、東京都大田区内スタジオ） - 蟹沢萌子、川中子奈月心、鈴木瞳美、冨田菜々風[148]
  - 公開収録&ミニLIVE 2025 〜授業参観! in めぐろパーシモンホール〜（2025年1月25日、めぐろパーシンモンホール）
- 横浜DeNAベイスターズ『BLUE☆LIGHT SERIES 2023 〜SUMMER〜』（2023年7月15日、横浜スタジアム） - セレモニアルピッチ（投球者：蟹沢萌子、櫻井もも、永田詩央里）[149]、at home presents ダンスCONTEST、ラッキー7、BLUE☆LIGHT LIVE[150]に出演。[151]
- B.LEAGUE 2023-24シーズン B1リーグ戦 第34節 GAME2 川崎ブレイブサンダース vs シーホース三河（2024年4月21日、川崎市とどろきアリーナ） - オープニングトーク、ハーフタイムに出演[152]
- SAPPORO COLLECTION 2024 AUTUMN/WINTER（2024年10月14日、グランドメルキュール札幌大通公園） - スペシャルゲスト・アーティストゲスト。[153][154]
- ノイミーステーションTV ノイステ文化祭（2024年11月30日、大和大学 大和アリーナ）
- IDOL RUNWAY COLLECTION 2025 Supported by TGC（2025年3月2日、国立代々木競技場 第一体育館）[155]

## 出演

### テレビ
- めざせ！プログラミングスター 〜プロスタ★キッズ大集合〜（2019年4月6日 - 2020年12月26日、BS日テレ）[156]
- ノイミーのイコノリ（2020年9月20日・10月4日・18日、TBSチャンネル）
- ≠MEの 先輩、教えてください！（2021年1月31日 - 2021年3月28日、BSスカパー!）
  - ≠ME 先輩、も～っと教えてください!!（2021年4月16日 - 2023年7月28日、BSスカパー! [注釈 24]→フジテレビTWO [注釈 25]）※スカパーJSAT制作、毎月隔週放送（月2回） [157]
- イコノイ、どーですか?（2021年4月20日 - 2021年9月28日、TBSテレビ）[158]
- ノイミーステーションTV・ノイミニ（ノイミーステーションTVミニ）（2023年10月6日 - 、ABCテレビ） - 毎月第1金曜日→毎月第3金曜日放送。[159][160]ノイミニは毎週木曜（金曜未明）放送のミニ番組
  - ノイミーステーションTV（パイロット版）（2023年8月5日、ABCテレビ）[161]
- 芸能人が本気で考えた!ドッキリGP（2024年12月28日、フジテレビ） - 尾木波菜、蟹沢萌子、谷崎早耶、冨田菜々風[162]
- イコノイジョイがやってやんよ!（2025年8月26日〈予定〉、日本テレビ）[163][164]

### テレビドラマ
- もしも、この気持ちを恋と呼ぶなら…。（2022年9月23日、ABCテレビ） - 冨田菜々風、蟹沢萌子、川中子奈月心、尾木波菜、菅波美玲、谷崎早耶[165]

### テレビアニメ
- シャインポスト（2022年、日本テレビ） - 蟹沢萌子、櫻井もも
- 最近雇ったメイドが怪しい（2022年、ABCテレビ）

### 映画
- スパゲティコード・ラブ（2021年11月26日） - 冨田菜々風、蟹沢萌子、河口夏音、川中子奈月心、鈴木瞳美[115]

### 音楽特番
- CDTVライブ!ライブ!（TBSテレビ）
  - CDTVライブ!ライブ! 年越しスペシャル 2021→2022（2021年12月31日 - 2022年1月1日）[166]
  - CDTVライブ!ライブ! 年越しスペシャル2022→2023（2022年12月31日 - 2023年1月1日）[167]
  - CDTVライブ!ライブ! 年越しスペシャル2023→2024（2023年12月31日 - 2024年1月1日）[168]
  - CDTVライブ!ライブ! 年越しスペシャル2024→2025（2024年12月31日 - 2025年1月1日）[169]
  - CDTVライブ!ライブ!（2025年5月26日）[170]

### ラジオ
- ノイミーステーション（2021年3月30日 - 、ABCラジオ） - メンバー3人。2024年9月まで毎週火曜日、2024年10月から毎週水曜日。[171][172]
- ノイミーといっしょ（2021年4月3日 - 2021年6月26日、ラジオ日本）- 鈴木瞳美[173]
- ≠ME 鈴木と冨田のりんりん７！（2021年7月3日 - 2022年3月26日、ラジオ日本）- 鈴木瞳美、冨田菜々風、永田詩央里[174]
- ≠MEの半蔵門発 ノイミー行き！！（AuDee） - 谷崎早耶、冨田菜々風
  - 1stシーズン（2021年4月7日 - 2021年4月28日） - 全4回
  - 2ndシーズン（2021年7月14日 - 2021年8月4日） - 全4回
  - 3rdシーズン（2021年11月10日 - 2022年1月26日） - 全12回
  - 4thシーズン（2022年2月16日 - 2022年5月4日） - 全12回
  - 5thシーズン（2022年8月3日 - 2022年10月19日） - 全12回
  - 6thシーズン（2022年11月23日 - 2023年2月8日） - 全12回
  - 7thシーズン（2023年4月12日 - 2023年6月28日） - 全12回、このシーズンまで毎週水曜日23時配信。
  - 8thシーズン（2023年9月6日 - 2023年11月22日） - 全12回、このシーズンより毎週水曜日7時配信。
  - 9thシーズン（2023年12月20日 - 2024年3月6日） - 全12回
  - 10thシーズン（2024年3月20日 - 2024年6月12日） - 全12回
  - 11thシーズン（2025年4月30日 - 2025年7月16日） -  全12回。今シーズンでの配信終了が発表された[175]。
- #C-pla presents ＝LOVE 齋藤樹愛羅・≠ME櫻井もものしーぷらじお（2025年4月6日 - 、文化放送） - 櫻井ももと＝LOVE・齋藤樹愛羅がメインパーソナリティー。不定期ゲストとして=LOVE・≠ME・≒JOYメンバーが出演。毎週日曜日[176]
- ≠ME 永田詩央里のけれけれ（2025年7月4日 - 、ABSラジオ）　- 永田詩央里[177]

### ネット配信
- のいみーのいみ。（2019年10月10日 - 、SHOWROOM） - メンバー2人[注釈 26]、毎週火曜日[注釈 27]
- ≠ME革命〜初挑戦!!体当たりバラエティ&バレンタイン告白選手（2020年2月14日、AbemaTV）[178]
- イコラブ ノイミー ニアジョイ チャンネル（2020年8月11日 - 、YouTube）[179]
- ノイミーの休日（2021年1月30日 - 2022年2月24日、ニコニコチャンネル）[180]
  - ノイミーの休日+（2022年3月25日 - 、ニコニコチャンネルプラス）[181]
- ノイミーステーション特別急行（2023年1月11日 - 2023年3月31日、GYAO!） - 全12回。メンバー3人、毎週火曜日 [182]
- ≠ME 先輩、も～っと教えてください!!（2023年11月10日 - 、Hulu [注釈 28]）※スカパーJSAT制作、毎月隔週新作配信（月2回）、配信回は放送時から継続（#47から）、過去放送回（#1〜#46）も配信 [183]
- ノイミーステーション～改札前～（2024年10月2日 - 、OPENREC.tv） - メンバー3人、毎週水曜日。

### ゲーム
- IKONOIJOY Puzzle（2023年）
- シャインポスト Be Your アイドル!（2025年） - 蟹沢萌子、櫻井もも

## 書籍

### ムック本
- ≠ME Walker（2023年9月29日、KADOKAWA）[184]　ISBN 9784048976299